# Rhynchostegium vitianum
Rhynchostegium vitianum là một loài rêu trong họ Brachytheciaceae. Loài này được E.B. Bartram & Dixon mô tả khoa học đầu tiên năm 1936.